# Mettá (buddhizmus)
A mettá (páli, dévanágari: मेत्ता) vagy  maitri (szanszkrit: मैत्री) jelentése jóakarat, barátságosság, jószándék, barátság, kedvesség,  közeli hullámhossz, és a mások érdekeivel való törődés. A théraváda buddhizmusban ez a tíz tökéletesség (páramita) közül az egyik és a négy mérhetetlen (brahma-vihára) közül az első. Ez a ragaszkodás (upádána) nélküli szeretet.
A jóakarat gyakorlása (mettá bhávana) a buddhista meditáció népszerű formája.  A théraváda hagyományban ez a gyakorlat azzal kezdődik, hogy a gyakorlók először egymás felé gyakorolnak jóindulatot, majd a szeretteik felé, a tanítójuk felé, végül kiterjesztik az idegenek felé, az ellenségek felé, végül az összes érző lény felé. A tibeti buddhista hagyományokban ezt a gyakorlatot úgy nevezik, hogy tonglen, amely során a gyakorló minden kilégzéskor ("küldés") boldogságot küld az érző lények felé, illetve minden belégzéskor szenvedést ("fogadás") vesz át másoktól. A tibeti buddhizmusban szintén elmélkednek a brahma-vihárákon, amelyet úgy is neveznek, hogy „együttérzés meditáció”.

## Alapmódszerek
A 2500 éves páli kánonban a mettá meditációt rendszeresen ajánlotta Buddha a követőinek. Azt tanácsolja, hogy a sugározzák a mettát mind a hat irányba, bármilyen élőlényről is legyen szó. Az 5. században keletkezett Viszuddhimagga egy másik gyakorlati tanácsát a mai napig használják.

### AViszuddhimaggainstrukciói

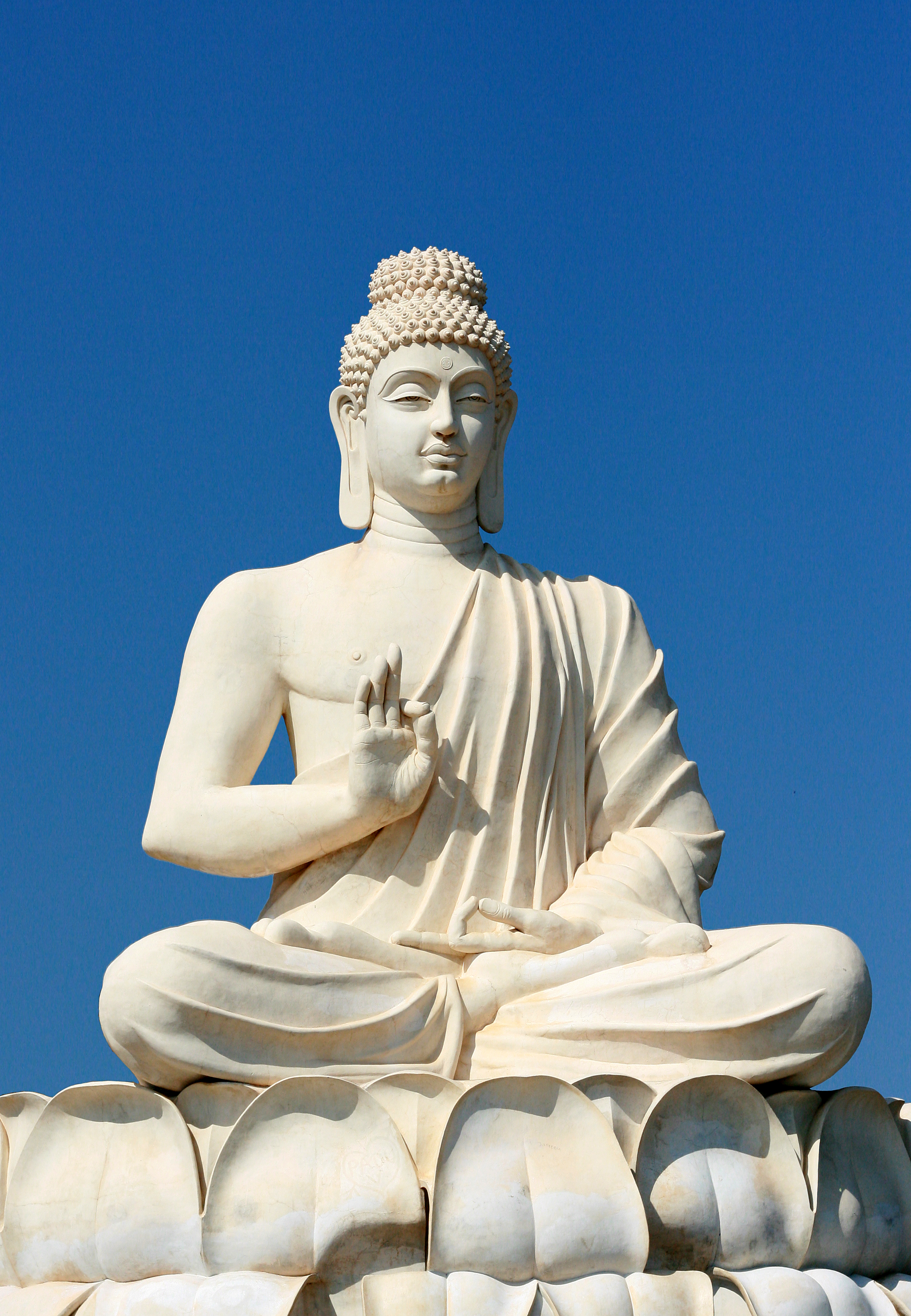
Buddha szeretetet küld minden érző lény felé.

A jó szándék gyakorlásához a mai, modern tanítók – mint például a francia származású Matthieu Ricard, tibeti buddhista mester – gyakran használják fel Buddhagósza 5. századi szövegmagyarázatait, a Megtisztulás ösvény (páli:Viszuddhimagga) című mű 9. fejezetét
A hagyományos megközelítésben meghatározzák a meditáció egymást követő fázisait, amelyek során a gyakorló fokozatosan halad előre a jó akarat gyakorlásában:
1. a gyakorló saját maga számára
2. egy közeli barátja számára[12]
3. egy semleges személy számára
4. egy bonyolult személy számára[13]
5. a fent felsoroltak számára egyszerre
6. az egész világegyetem érző lényei számára[14]

### Modern tréningek
A mettá barátságot és erőszakmentességet jelent, erősen kívánni, hogy mások boldogok legyenek, illetve olyan kevésbé egyértelmű tulajdonságokra is vonatkozik, mint például a türelem vagy a méltányolás.  A jóakarás egy különleges érzés  – egy másik érző lény jólétével való törődés, függetlenül attól, hogy egyetértünk-e vele vagy sem és nem várunk semmit viszonzásul. A gyakorlat bizonyos szavak és mondatok recitálásával jár, amelyek felélesztik a „határtalan melegszívűség érzését”, továbbá el kell képzelni mások szenvedését és közben jót kell kívánni nekik. A tiszta együttérzés a más érző lények iránti törődés érzésének egyszerű átélésével jár. A Matthieu Ricard által ajánlott egyik technika az, hogy el kell képzelni egy másik ember helyzetét. Richard J. Davidson, amerikai pszichológia professzor kimutatta, hogy a mettá változásokat okoz az agy bizonyos részein (a bal agyfélteke temporális lebenyében). A jóakarat a szeretet alkalmazása a szenvedés ellen. A mettát minden érző lény felé gyakorolják, amelynek következménye az, hogy a gyakorló örömteli tudatállapotot tapasztal: öröm (muditá), mások boldogságában lelni igaz örömöt.

## Milyen hasznokkal jár
A mettá gyakorlat előnyeit leírják az ősi szövegek és egyre részletesebb képet rajzolnak róla a modern nyugati tudományos kutatások is.

### Hagyományos jellemzések
A páli kánonban található legősibb buddhista szövegek a mettá meditáció számos előnyét sorolják fel. Ezek közé tartoznak a következők: 
A gyakorló jobban alszik, könnyebben ébred, nincsenek rossz álmai. A gyakorló kedves az emberekhez és a nem-emberekhez. A dévák megvédik a gyakorlót. Sem tűz, sem méreg, sem fegyver nem árthat nekik. A gyakorló tudata gyorsan eléri a koncentrációt. Az arckifejezése egyértelmű. Halálakor nincs összezavarodva...

### Az "együttérzés meditációval" kapcsolatos mai kutatások
Néhány nemrégiben végzett pszichológiai tanulmány arra következtet, hogy a kedvesség meditáció jó hatással van az egészségre és a jólétre. A Stanford Egyetem egyik tanulmánya szerint egy rövid, hétperces ilyen jellegű meditáció javíthatja a gyakorló társas kapcsolatait. Ezen felül csökkenti a fájdalomérzetet és a haragot a hátfájdalmakkal küzdő emberek esetében. Barbara Fredrickson, az észak-karolinai Chapel Hill Egyetem professzora kutatásai során azt tapasztalta, hogy a kedvesség meditáció segít megnövelni a pozitív érzelmeket és a jó hangulatot. További kutatásokra van szükség, hogy pontosabban kiderüljön, hogy a kedvesség meditáció mindenki számára megfelelő-e, hogy ugyanúgy működik mindenki számára, és, hogy megértsük, hogy mennyi gyakorlásra van szükség ahhoz, hogy eredmény mutatkozzon.
Richard J. Davidson, amerikai pszichológus olyan mettá meditálókat kutatott, akik legalább tízezer óra gyakorlattal rendelkeztek. Az eredmények azt mutatták, hogy ezen gyakorlók gamma-hullámai és gamma szinkronizációi, főleg meditáció közben és közvetlenül utána, sokkal magasabbak voltak. Amikor nem meditáltak, alaphelyzetben is a képzett meditálókra jellemző hullám mintát mutatott, amely eltért azokétól az emberekétől, akik nem voltak igazán járatosak a mettá meditációban. A tanulmány továbbá kimutatta, hogy a meditáció során az agy bizonyos területei aktívabbak voltak (például a temporális lebeny, az insula és az amigdala), amely által a gyakorló könnyebben képes több szemszögből megvizsgálni egy adott dolgot. Ezen túlmenően a meditáció megváltoztatta az agy azon részét, amely az autonóm idegrendszerért felelős, amely által a meditáló pulzusa megnőtt. Ezek a tanulmányok kimutatták, hogy az amigdalát befolyásolja a kedvesség meditáció.
Kimutatták ezen felül, hogy a kedvesség meditáció csökkentette a résztvevők reakcióját stresszre és hőségre, amelyet a depresszió, szívproblémák és cukorbetegség kiváltó okával azonosítanak. A meditációval töltött idő egyenes arányban állt a gyakorló agytevékenységében tapasztalható változással.